# سیارک ۹۵۰۱
سیارک ۹۵۰۱ (به انگلیسی: 9501 Ywain، نامگذاری:2071T-2) نه هزار و پانصد و یکمین سیارک کشف شده‌است که در ۲۹ سپتامبر ۱۹۷۳ کشف شد.
قدر مطلق سیارک برابر ۱۴٫۸۰ است.